# Chris Pratt
Chris Pratt (* 21. června 1979 Virginia, Minnesota, Spojené státy americké) je americký herec známý zejména svými televizními rolemi v seriálech Parks and Recreation a Everwood. Ve vedlejších rolích se objevil ve filmech Co ty jsi za číslo?, Noc je ještě mladá, Zásnuby na dobu neurčitou a Válka nevěst. V roce 2014 přišly první hlavní role a to ve filmech LEGO příběh (jen hlas) a Strážci Galaxie. V roce 2018 se objevil v pokračování filmové série Jurský park Jurský svět (Jurský svět: Zánik říše). V roce 2014 ho magazín People umístil na druhé místo v žebříčku Nejvíce sexy mužů.

## Životopis
Chris se narodil ve Virginii v Minnesotě a je synem Kathy (rozené Indahlové), která pracovala v Safeway supermarketech, a Dana Pratta, který zemřel v roce 2014. Vyrůstal v Lake Stevens ve Washingtonu.
Přestal navštěvovat místní univerzitu a začal pracovat jako podomní prodejce kupónů. Mluví celkem dobře německy.

## Kariéra
Chris pracoval jako číšník v Bubba Gump Shrimp Company restauraci na Maui, když byl v 19 letech objeven režisérkou-herečkou Rae Dawn Chong. Obsadila ho do svého režisérského debutního snímku, hororového filmu Cursed Part 3. První televizní role přišla se seriálem Everwood. Poté co byl seriál zrušen se připojil k obsazení seriálu O.C. a v roce 2008 se objevil ve filmu Wanted. Usiloval o role kapitána Jamese T. Kirka ve filmu Star Trek a Jaka Sullyho v Avatarovi, role však nezískal. Při natáčení filmu Noc je ještě mladá v roce 2007 se seznámil se svojí budoucí ženou Annou Farisovou (film byl zveřejněn až v roce 2011).
V roce 2009 získal roli Andyho Dwyera v seriálu stanice NBC Parks and Recreation. Původně se měl objevit v několika epizodách, ale producentům se tak zalíbil, že byl povýšen do hlavní role.
Po boku Brada Pitta se objevil v roce 2011 ve filmu Moneyball. Roli málem nezískal, protože mu oznámili, že je moc tlustý aby hrál roli Scotta Hatteberga. Chris se tedy rozhodl zhubnout a když zhubl 30 liber poslal svojí fotku do studia a roli získal. Znovu kila nabral, aby si mohl zahrál ve filmu Channinga Tatuma 10 let, poté je znovu zhubl kvůli filmu 30 minut po půlnoci.
V roce 2013 odmítl roli ve filmu Strážci Galaxie, ale po setkání s režisérem Jamese Gunnem se roli rozhodl přijmout. Zalíbil se i prezidentovi Marvel Studios Kevinovi Feigemu, i přes to, že znovu nabral kila kvůli komedii Pozdravy ze spermabanky. V roce 2013 nahradil Joshe Brolina v hlavní roli filmu Jurský svět. V roce 2018 si zahrál v pokračování filmu Jurský svět: Zánik říše. Po boku Jennifer Lawrenceové si zahrál v roce 2016 ve filmu Pasažéři. O rok později byl vydán druhý díl filmu Strážci Galaxie, Strážci Galaxie Vol. 2. Roli zobrazil také ve filmech Avengers: Infinity War a Avengers: Endgame. Dne 21. dubna 2017 získal hvězdu na Chodníku slávy.

## Osobní život
V roce 2007 se setkal na natáčení filmu Noc je ještě mladá s herečkou Annou Farisovou. 9. července 2009 se pár vzal na Bali. V srpnu 2012 se jim narodil syn Jack. Dne 1. prosince 2017 Pratt zažádal o rozvod.
Od července 2018 chodí se spisovatelkou Katherine Schwarzenegger, dcerou Arnolda Schwarzeneggera. Na začátku roku 2019 se pár zasnoubil  a v červnu téhož roku se vzali. V srpnu 2020 se jim narodila dcera Lyla Maria a v květnu 2022 druhá dcera Eloise Christina.

## Filmografie

### Film
| Rok  | Název                           | Role                    | Poznámky               |
| ---- | ------------------------------- | ----------------------- | ---------------------- |
| 2000 | Cursed Part 3                   | Devon                   | krátkometrážní film    |
| 2003 | The Extreme Team                | Keenan                  |                        |
| 2005 | Strangers with Candy            | Brason                  |                        |
| 2007 | Walk the Talk                   | Cam                     |                        |
| 2008 | Wyattovy párky                  | Bobby                   |                        |
| 2008 | Wanted                          | Barry                   |                        |
| 2009 | Válka nevěst                    | Fletcher Flemson        |                        |
| 2009 | Deep in the Valley              | Lester Watts            |                        |
| 2009 | Jennifer's Body – Bacha, kouše! | Roman Duda              |                        |
| 2009 | The Multi-Hyphenate             | Chris                   | krátkometrážní film    |
| 2011 | Noc je ještě mladá              | Kyle Masterson          |                        |
| 2011 | Moneyball                       | Scott Hatteberg         |                        |
| 2011 | Co ty jsi za číslo?             | Nechutný Donald         |                        |
| 2011 | 10 Years                        | Cully                   |                        |
| 2012 | Zásnuby na dobu neurčitou       | Alex Eilhauer           |                        |
| 2012 | 30 minut po půlnoci             | Justin                  |                        |
| 2013 | Mládeži nepřístupno             | Doug                    |                        |
| 2013 | Mr. Payback                     | Darren                  | krátkometrážní film    |
| 2013 | Pozdravy ze spermabanky         | Brett                   |                        |
| 2013 | Ona                             | Paul                    |                        |
| 2014 | LEGO příběh                     | Emmet Brickowski (hlas) |                        |
| 2014 | Strážci Galaxie                 | Peter Quill / Star-Lord |                        |
| 2015 | Jurský svět                     | Owen Grady              |                        |
| 2015 | Jem and the Holograms           | Sám sebe                | Cameo                  |
| 2016 | Sedm statečných                 | Joshua Faraday          |                        |
| 2016 | Pasažéři                        | Jim Preston             |                        |
| 2017 | Strážci Galaxie Vol. 2          | Peter Quill / Star-Lord |                        |
| 2018 | Avengers: Infinity War          | Peter Quill / Star-Lord |                        |
| 2018 | Jurský svět: Zánik říše         | Owen Grady              |                        |
| 2019 | Avengers: Endgame               | Peter Quill / Star-Lord |                        |
| 2019 | LEGO příběh 2                   | Emmet Brickowski (hlas) |                        |
| 2019 | The Kid                         | Grant Cutler            |                        |
| 2020 | Frčíme                          | Barley Lighfoot (hlas)  |                        |
| 2021 | Válka zítřka                    | Dan Forester            | také výkonný producent |
| 2022 | Thor: Láska jako hrom           | Peter Quill / Star-Lord |                        |
| 2022 | Jurský svět: Nadvláda           | Owen Grady              |                        |
| 2023 | Guardians of the Galaxy Vol. 3  | Peter Quill / Star-Lord |                        |
| 2023 | Super Mario Bros. ve filmu      | Mario (hlas)            |                        |
| 2024 | Garfield ve filmu               | Garfield (hlas)         |                        |
| 2025 | Pasáž                           | Keats                   |                        |

### Televize
| Rok       | Název                            | Role                            | Poznámky                            |
| --------- | -------------------------------- | ------------------------------- | ----------------------------------- |
| 2001      | Lovkyně                          | Nick Owens                      | díl: „Who Are You?“                 |
| 2002–2006 | Everwood                         | Harold Brighton „Bright“ Abbott | hlavní role, 89 dílů                |
| 2005      | Cesta zničení                    | Nathan McCain                   | televizní film                      |
| 2006–2007 | O.C.                             | Winchester „Ché“ Cook           | vedlejší role, 9 dílů               |
| 2008      | Batman vítězí                    | Jake (hlas)                     | díl:„Attack of the Terrible Trio“   |
| 2009–2015 | Parks and Recreation             | Andrew Maxwell „Andy“ Dwyer     | hlavní role, 117 dílů               |
| 2010–2011 | Ben 10: Ultimate Alien           | Cooper Daniels (hlas)           | 2 díly                              |
| 2013      | Timms Valley                     | Donovan Timms (hlas)            | televizní speciál                   |
| 2014      | Saturday Night Live              | Himself (host)                  | díl:„Chris Pratt/Ariana Grande“     |
| 2017      | Máma                             | Nick Banaszak                   | díl:„Good Karma and the Big Weird“  |
| 2022–     | Na seznamu smrti                 | James Reece                     | hlavní role, také výkonný producent |
| 2022      | Strážci Galaxie: Vánoční speciál | Peter Quill / Star-Lord         | televizní speciál                   |

### Videohry
| Rok  | Název                                     | Role                          | Poznámky |
| ---- | ----------------------------------------- | ----------------------------- | -------- |
| 2010 | Ben 10 Ultimate Alien: Cosmic Destruction | Cooper Daniels                |          |
| 2012 | Kinect Star Wars                          | Obi-Wan Kenobi                |          |
| 2014 | The Lego Movie Videogame                  | Emmet Brickowski              |          |
| 2015 | Lego Jurassic World                       | Owen Grady                    |          |
| 2015 | Lego Dimensions                           | Emmet Brickowski / Owen Grady |          |

## Ocenění a nominace
| Rok  | Ocenění                                       | Kategorie                                     | Práce                   | Výsledek  |
| ---- | --------------------------------------------- | --------------------------------------------- | ----------------------- | --------- |
| 2004 | Teen Choice Awards                            | nejlepší televizní parťák                     | Everwood                | nominace  |
| 2005 | Teen Choice Awards                            | nejlepší televizní parťák                     | Everwood                | nominace  |
| 2012 | Washington D.C. Area Film Critics Association | nejlepší obsazení                             | 30 minut po půlnoci     | nominace  |
| 2013 | Critics' Choice Television Award              | nejlepší herec ve vedlejší roli: komedie      | Parks and Recreation    | nominace  |
| 2014 | Teen Choice Awards                            | nejlepší hlas: animovaný film                 | LEGO příběh             | nominace  |
| 2014 | CinemaCon Awards                              | objev roku                                    | Strážci Galaxie         | vítězství |
| 2014 | Young Hollywood Awards                        | nejlepší superhrdina                          | Strážci Galaxie         | nominace  |
| 2014 | Nevada Film Critics Society                   | nejlepší obsazení                             | Strážci Galaxie         | vítězství |
| 2014 | Golden Schmoes Awards                         | objev roku                                    | Strážci Galaxie         | vítězství |
| 2014 | Golden Schmoes Awards                         | celebrita roku                                | Strážci Galaxie         | nominace  |
| 2014 | Phoenix Film Critics Society                  | nejlepší obsazení                             | Strážci Galaxie         | nominace  |
| 2014 | Detroit Film Critics Society                  | nejlepší obsazení                             | Strážci Galaxie         | vítězství |
| 2014 | Detroit Film Critics Society                  | objev roku                                    | Strážci Galaxie         | nominace  |
| 2015 | Gold Derby Awards                             | nejlepší herec ve vedlejší roli: komedie      | Parks and Recreation    | nominace  |
| 2015 | Gold Derby Awards                             | objev roku                                    | Strážci Galaxie         | nominace  |
| 2015 | Critics' Choice Movie Awards                  | nejlepší herec: akční film                    | Strážci Galaxie         | nominace  |
| 2015 | Central Ohio Film Critics Association         | nejlepší herec                                | Strážci Galaxie         | nominace  |
| 2015 | Central Ohio Film Critics Association         | nejlepší obsazení                             | Strážci Galaxie         | nominace  |
| 2015 | Jupiter Award                                 | nejlepší mezinárodní herec                    | Strážci Galaxie         | vítězství |
| 2015 | MTV Movie Awards                              | nejlepší herec                                | Strážci Galaxie         | nominace  |
| 2015 | MTV Movie Awards                              | nejlepší výkon bez trička                     | Strážci Galaxie         | nominace  |
| 2015 | MTV Movie Awards                              | nejlepší muzikální scéna                      | Strážci Galaxie         | nominace  |
| 2015 | MTV Movie Awards                              | nejlepší komediální výkon                     | Strážci Galaxie         | nominace  |
| 2015 | MTV Movie Awards                              | nejlepší hrdina                               | Strážci Galaxie         | nominace  |
| 2015 | Online Film & Television Association          | objev roku: muž                               | Strážci Galaxie         | vítězství |
| 2015 | Online Film & Television Association          | nejlepší hlas                                 | LEGO příběh             | nominace  |
| 2015 | Kids' Choice Awards                           | nejlepší herec: akční film                    | Strážci Galaxie         | nominace  |
| 2015 | Cena Saturn                                   | nejlepší herec                                | Strážci Galaxie         | vítězství |
| 2015 | Teen Choice Awards                            | nejlepší letní filmová hvězda: muž            | Jurský svět             | nominace  |
| 2016 | People's Choice Awards                        | nejlepší filmový herec                        | Jurský svět             | nominace  |
| 2016 | People's Choice Awards                        | nejlepší herec: akční film                    | Jurský svět             | nominace  |
| 2016 | Critics' Choice Movie Awards                  | nejlepší herec: akční film                    | Jurský svět             | nominace  |
| 2016 | Kids' Choice Awards                           | nejlepší filmový herec                        | Jurský svět             | nominace  |
| 2016 | MTV Movie Awards                              | nejlepší herec                                | Jurský svět             | nominace  |
| 2016 | MTV Movie Awards                              | nejlepší akční výkon                          | Jurský svět             | vítězství |
| 2016 | Behind the Voice Actors Awards                | nejlepší hlas (obsazení): videohra            | Lego Dimensions         | vítězství |
| 2016 | Behind the Voice Actors Awards                | nejlepší hlas (obsazení): film                | LEGO příběh             | vítězství |
| 2016 | Behind the Voice Actors Awards                | nejlepší hlas: film                           | LEGO příběh             | nominace  |
| 2016 | Teen Choice Awards                            | nejlepší herec: teenagerský film              | Sedm statečných         | nominace  |
| 2017 | Cena Saturn                                   | nejlepší filmový herec                        | Pasažéři                | nominace  |
| 2017 | Teen Choice Awards                            | nejlepší filmový herec: sci-fi                | Strážci Galaxie Vol. 2  | vítězství |
| 2017 | Teen Choice Awards                            | nejlepší filmový pár(sdíleno se Zoe Saldanou) | Strážci Galaxie Vol. 2  | nominace  |
| 2018 | MTV Movie & TV Awards                         | generační ocenění                             | N/A                     | vítězství |
| 2018 | Teen Choice Awards                            | nejlepší polibek (sdíleno se Zoe Saldanou)    | Avengers: Infinity War  | nominace  |
| 2018 | Teen Choice Awards                            | nejlepší letní hvězda: muž                    | Jurský svět: Zánik říše | vítězství |
| 2018 | Kids' Choice Awards                           | nejlepší filmový herec                        | Jurský svět: Zánik říše | nominace  |
| 2018 | People's Choice Awards                        | nejlepší filmová hvězda                       | Jurský svět: Zánik říše | nominace  |
| 2018 | People's Choice Awards                        | nejlepší akční hvězda                         | Jurský svět: Zánik říše | nominace  |